# Влешкуца
Влешкуца (рум. Vlășcuța) — село у повіті Арджеш в Румунії. Входить до складу комуни Столніч.
Село розташоване на відстані 104 км на захід від Бухареста, 35 км на південь від Пітешть, 81 км на схід від Крайови, 139 км на південний захід від Брашова.

## Населення
За даними перепису населення 2002 року у селі проживали 325 осіб, усі — румуни. Усі жителі села рідною мовою назвали румунську.